# Snowflakes of Love
Snowflakes of Love är den ledande singeln från R&B-sångerskan Toni Braxtons julalbum, Snowflakes (2001). Sången samplar Earl Klughs "Now We're One", skriven av Isaac Hayes som soundtrack till filmen Truck Turner från 1974.
Balladen skrevs och producerades av Toni Braxton och hennes dåvarande man Keri Lewis.

## Listor
| Lista (2002)                      | Topp position |
| --------------------------------- | ------------- |
| U.S. Billboard Adult Contemporary | 25            |